# Antonio Flores Jijón
Juan Antonio María Flores y Jijón de Vivanco (San Francisco de Quito, 23 de octubre de 1833-Ginebra, 30 de agosto de 1915) fue un abogado, político y terrateniente ecuatoriano que ejerció como presidente de Ecuador desde el 17 de agosto de 1888 hasta el 30 de junio de 1892.
Fue miembro del Partido Progresista de Ecuador, un partido liberal católico.

## Biografía
Antonio Flores Jijón nació el 23 de octubre de 1833 en Quito, en el Palacio de Gobierno, mientras su padre fue el primer Presidente de la República del Ecuador. Hijo del Gral. Juan José Flores y de Mercedes Jijón de Vivanco y Chiriboga, «inteligente, piadosa, culta y de porte distinguido, que ayudó mucho a su marido en sociedad y con su prudencia no pocas veces le sirvió de consejera».
Recibió su primera instrucción en el Palacio de Carondelet, luego en Latacunga asistió a la Escuela de Simón Rodríguez, Ayo del Libertador Simón Bolívar. A la edad de 11 años viajó a París y lo matricularon en el Liceo Enrique IV, donde aprendió francés; pero, al año siguiente, cambió la situación económica de su familia con la revolución del 6 de marzo de 1845 y debió regresar. En 1847 vivió en Santiago de Chile y envió a la poetisa Carolina Lizardi un poema de corte romántico titulado «Adiós a la naturaleza» que indirectamente la incitó al suicidio con veneno. El escándalo social fue grave, se tejieron escabrosos comentarios y nació su fama literaria.
En 1855, residía en Lima y estudiaba leyes en la Universidad de San Marcos. En 1859, obtuvo las cátedras de Ciencias Políticas y de Historia Universal en el célebre colegio de San Carlos de Lima.

## Participación pública
En 1860, formó parte de la expedición armada comandada por su padre y Gabriel García Moreno participando de la toma de Guayaquil por asalto. García Moreno fue proclamado Presidente del Ecuador en 1861 y Antonio Flores «joven amabilísimo, en extremo generoso, amigo de sus amigos y muy indulgente con sus mismos enemigos, a quienes trataba con una bondad que ya pecaba de excesiva» fue enviado a Francia, de Ministro Plenipotenciario del Ecuador ante la corte del Emperador Napoleón III, a su vez asumió el cargo de vocero del país para mantener una relación bilateral con los Estados Unidos, enviando cartas de carácter diplomático al presidente Abraham Lincoln, al confederado Jefferson Davis y al general Ulysses S. Grant.
En 1861, García Moreno lo nombró como ministro de negocios en Francia con órdenes de agilitar el proceso del protectorado francés que habían solicitado para Ecuador. Allí propuso (según la documentación expuesta por el investigador Robertson, que recorrió los archivos europeos por años) un plan que comprendía la cesión de las islas Galápagos al imperio francés, así como de las tierras situadas a orillas del Río Amazonas y que pertenecían al país. Flores Jijón también habló del compromiso ecuatoriano de adoptar todos los medios para el establecimiento de una monarquía de ser necesario, misma que podía incluir al Perú y otros países de Sudamérica bajo la corona de un príncipe designado por Napoleón III, y para no despertar los celos de otros estados, podría llevar el nombre de Reino Unido de los Andes.
Enseguida fue nombrado Agente Fiscal en Inglaterra para arreglar el pago a los tenedores de bonos de la Deuda de la Independencia o Deuda Inglesa. En 1863 ingresó a la Academia Ecuatoriana de la Lengua y publicó su discurso «Elogio de Wisse» en homenaje al Ing. Sebastián Wisse. En 1864 viajó a Bogotá como Ministro Plenipotenciario, misión calificada de difícil en extremo por las dos guerras que acabábamos de sostener con la Nueva Granada. En 1865 fue Ministro de Hacienda. En 1866 García Moreno obtuvo del presidente Jerónimo Carrión su representación personal para suscribir en Roma y con Monseñor Tavani, un «Convenio adicional al Concordato».
Con tal motivo emprendió viaje por el sur y al arribar a Paita fue objeto de una asonada por parte de los urbinistas exilados en el Perú. La noticia fue ruidosamente comentada por la prensa internacional.

## Carrera política

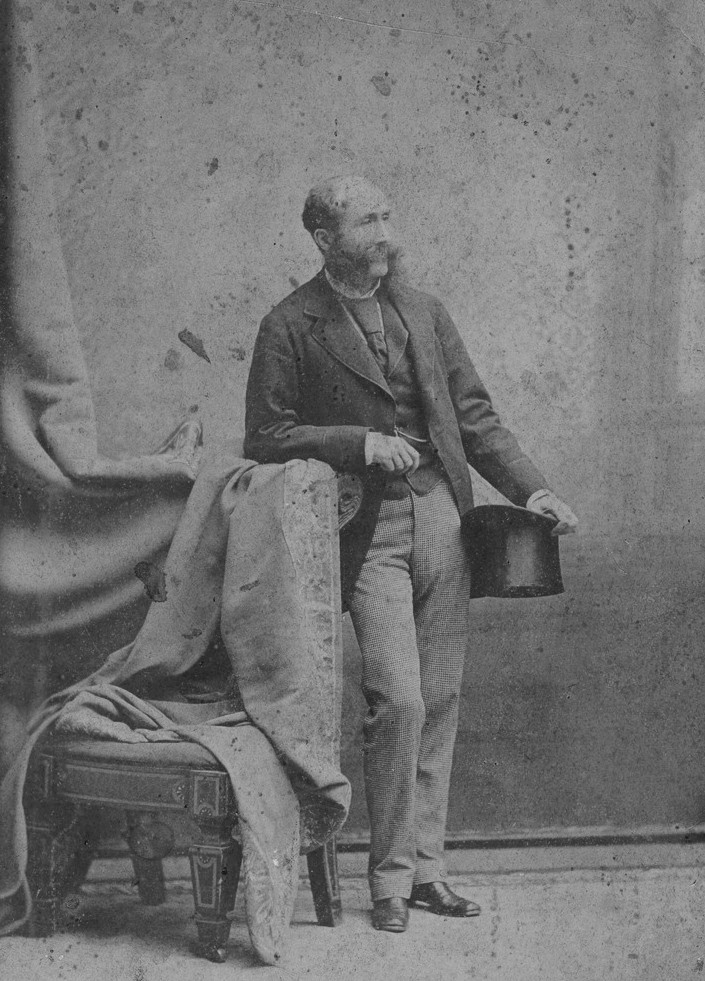
Antonio Flores Jijón en 1883.

En 1867, fue diputado por Pichincha, concurrió al Congreso, obtuvo una de las dos vicepresidencias de esa Cámara. Al año siguiente fue reelecto.
En 1871, viajó nuevamente a Inglaterra a negociar un reajuste de los intereses en mora con los tenedores de bonos de la deuda. Su actuación no agradó mucho en Quito y García Moreno exclamó: «Este Antonio es más pícaro que su padre...» luego cambió de parecer y pocos meses después lo envió de Ministro Plenipotenciario a los Estados Unidos. En 1873 y de 40 años de edad, contrajo matrimonio en Washington con Leonor Ruiz de Apodaca, joven de 22, de la nobleza de La Habana.
En 1875, ocurrió el asesinato de García Moreno. El encargado del poder, Dr. Francisco Javier León y Chiriboga, convocó a elecciones, y Flores fue candidateado; entonces, se hallaba en el exterior, pero vino al país en unión de su esposa y una hijita y aunque su recibimiento fue hostil, varias familias los atendieron y menudearon los convites, no faltando algunos chuscos que lo motejaron de «doctor tente en pie» por su costumbre de levantarse varias veces sobre las puntas de ellos cuando hablaba en público. Su arribo coincidió con el carnaval y recibió varios baños de agua que soportó por educación. Luego pasaron a su hacienda «Elvira» cerca de Babahoyo, para tomar vacaciones. Desde allí siguieron por el antiguo camino real a Quito.
Instalado en casa de su madre publicó su Plan de Gobierno, duramente criticado por los garcianos, que lo acusaron de proliberal y de católico desteñido. Mientras tanto, su esposa había alumbrado una segunda niñita y cayó enferma con infección puerperal. Flores se angustió, pues no tenía tiempo para aventuras políticas y envió su renuncia a Juan León Mera, que la guardó sin darla a conocer. El 11 de octubre de 1876, murió su esposa y poco después fue derrotado por Antonio Borrero.
El 11 de diciembre de 1877, fue allanado su domicilio y conducido a prisión por orden del Presidente Ignacio de Veintemilla debido a sus vinculaciones con elementos conservadores, pero a los cuatro días logró evadirse y buscó asilo en la Legación francesa. Para enero de 1878, estaba radicado en Nueva York con sus hijas. En 1881, trabajaba de abogado.
En enero de 1883, los restauradores entraron en Quito. Meses después Ignacio de Veintemilla salía del Ecuador y Flores fue elegido diputado, asistió al Congreso representando al Pichincha, nuevamente obtuvo una de las dos Vicepresidencias de esa Cámara y presentó un proyecto de Ley pidiendo el voto para las mujeres en igualdad de condiciones con los hombres, moción que no recibió el apoyo de los congresistas. ¿Es otra de sus rarezas! Se dijo entonces pues muchos lo creían «algo despistado, bueno solamente para el servicio exterior». José Plácido Caamaño fue elegido Presidente y lo designó Ministro Plenipotenciario en Europa para tratar con la Santa Sede sobre el convenio adicional de diezmos y la forma de su cobro y que converse con los demás gobiernos del Viejo Mundo sobre asuntos de interés para el Ecuador. En 1884 apareció en las Memorias de la Academia Ecuatoriana de la Lengua su artículo sobre «Las Letras Españolas en los Estados Unidos».
En 1885, suscribió con España un Convenio de Paz y Amistad y obtuvo la venida de los salesianos y de otras comunidades religiosas.

## Presidencia del Ecuador

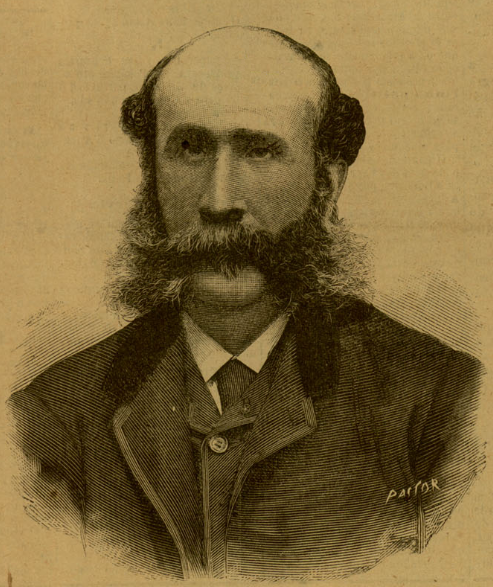
Retrato de 1888 de Antonio Flores.

En 1888 Flores, conoció que Caamaño había impuesto su candidatura a la Presidencia de la República para el período de 1888-1892. En las elecciones presidenciales de 1888, triunfó con el apoyo oficial pero decidió excusarse. El cardenal Mariano Rampolla del Tindaro le rogó que no lo hiciera. Fernando de Lesseps y otras personalidades francesas le ofrecieron un banquete y entonces aceptó, viajando a Quito después de cuatro años de ausencia.
Antonio Flores Jijón se posesionó el 17 de agosto de 1888 en la Catedral de Quito. En su mensaje se identificó como miembro del Partido Unión Republicana, de ideología liberal conservadora, más conocido como Progresista; pidió a los ecuatorianos que le ayudaran a conservar la paz, a conciliar los ánimos y a gobernar con la razón y con la ley; dio amnistía a los montoneros presos, ofreció tolerancia a la oposición política razonada, tocó con tino la debatida cuestión de los diezmos, pidió al Congreso un crédito de 10 000 sucres para que el Ecuador tomase parte en la próxima Exposición Universal de París y limitó su programa de Gobierno a cuatro puntos: educación, comunicaciones, recuperación del crédito público e inmigración extranjera, respeto a los derechos humanos y civiles y a la ley, bases del progresismo que le granjeó el aprecio de los liberales.
Flores quería obtener la unión y la paz entre los ecuatorianos y a tanto llegaron sus esfuerzos que en 1888 ofreció a Eloy Alfaro hacerlo Ministro Plenipotenciario en el país que tuviera a bien escoger, pero no lo consiguió. Y todo este esfuerzo al margen de una vida social intensa, recibiendo de noche a sus amigos, improvisando bailes y pequeñas representaciones teatrales con sus hijas y sobrinas las Hurtado Flores y banquetes al cuerpo diplomático.
La amnistía a los montoneros, neutralizó a los radicales. Su tolerancia y modernismo le valió la oposición cerrada de los conservadores más derechistas y del sector fundamentalista de la jerarquía católica, que se expresaban en el Semanario Popular, órgano de la Sociedad Católico-Republicana (conservadores), en El Amigo de las Familias, en cartas pastorales, folletos y hojas sueltas. 
El diezmo gravaba un décimo a la producción agrícola y era rematado por particulares que lo recolectaban en especie durante las cosechas. Se trataba de un privilegio concedido a principios del siglo XVI por el papa Julio II al Rey de España y que había sido heredado por los gobiernos hispanoamericanos.
El Estado se quedaba con un tercio de él y la Iglesia con el resto. Era un impuesto abusivo porque castigaba la producción total sin tener en cuenta ni el precio del dinero invertido ni las variaciones del clima. Dio pie a sublevaciones indígenas y a la explotación por parte de los diezmeros. El 16 de noviembre de 1889, mediante un acuerdo con monseñor José Macchi, delegado apostólico del papa, Flores logró la sustitución del diezmo con el impuesto predial del 3 por mil y por un impuesto de 80 centavos por cada 46 kg de cacao exportado. Esta medida favoreció a los exportadores, pues les permitía competir en igualdad de condiciones con los de otros países libres del diezmo. Favoreció también al pequeño propietario campesino. Perjudicó a los hacendados latifundistas dueños de tierras semicultivadas, a quienes el remate de los diezmos confería un poder de control social. Así se explica la lentitud de la negociación con Roma, la alianza, de hecho, entre liberales, progresistas, agro-exportadores y la Santa Sede, y la feroz oposición de los conservadores y de algunos obispos. El papa tuvo que intervenir para moderarlos y defender al presidente.
El Congreso negó el presupuesto de los 10 000 sucres solicitados. Flores renunció a la presidencia que no aceptada por el Congreso, los exportadores guayaquileños le dieron 20 000 sucres, y Ecuador expuso en su pabellón de 100 m² cacao, café, algodón, quina, maderas, cereales y una docena de otros productos a más de una colección arqueológica precolombina. De 100 expositores ecuatorianos, 83 alcanzaron premios. La media de premios de otros países fue de 53 por ciento. Los argumentos esgrimidos contra la participación fueron de naturaleza religiosa: «No correspondía a una República consagrada oficialmente al Sagrado Corazón de Jesús tomar parte en la celebración de la gran fecha en que comenzó la apostasía social», argüía José Ignacio Ordóñez, arzobispo de Quito, en su vigésima carta pastoral.
Flores sabía de finanzas y se propuso renegociar la deuda externa y, a la vez, conseguir préstamos frescos para continuar con los trabajos del ferrocarril de Guayaquil a Quito. Logró que el Congreso aprobara un acuerdo con el Consejo de Tenedores de Bonos. La deuda de 2 246 560 libras esterlinas se convirtió en la «Nueva Deuda Externa Consolidada del Ecuador» por 750 000 libras al 4.5 % de interés, y se empezó a pagarla con un impuesto adicional del 10 por ciento a los derechos aduaneros. Contrató la terminación del ferrocarril Durán-Yaguachi, la reparación de la vía a Chimbo y la construcción del tramo Chimbo-Riobamba.
Dotó de muelles de hierro a Guayaquil y Durán. Se formó para administrar estos proyectos una compañía europea, la del conde Tadeo d'Oksza, a la que cederían sus derechos y obligaciones la Compañía del Ferrocarril y Obras Públicas de Guayaquil, compuesta de capitalistas guayaquileños. El conde se comprometió a depositar en un banco europeo una garantía de dos millones de francos. Luego de complejas negociaciones, el proyecto se puso en marcha. Pero los conservadores liderados por Camilo Ponce Ortiz desde el Consejo de Estado calificaron el contrato de oneroso por el costo del kilómetro y la presunción de incumplimiento de las cláusulas, pues los contratistas europeos no habían depositado todavía los dos millones de francos en efectivo. El asunto tuvo cariz político. El contrato fracasó. La oposición interna fue feroz en el Congreso de 1890. Se esgrimió en contra de Flores la presencia de sus parientes en las negociaciones de la deuda externa y en otros puestos de la administración pública.
Se le acusó de peculado. Se habló de «La Argolla». Flores se defendió planteando juicios penales a los calumniadores. 
El presidente modernizó el sistema fiscal en las aduanas, y los monopolios del Estado en los timbres y el impuesto a los bienes raíces; saneó la moneda, redujo de 12.9 a 6 % el interés de los préstamos hechos al Gobierno por los bancos particulares, arregló otras deudas del Estado, intentó sin éxito crear lo equivalente a un Banco Central del Ecuador y aumentó el monto del presupuesto destinado a la educación. De acuerdo con el Tratado de Arbitraje Espinoza-Bonifaz y a solicitud del Ecuador se realizaron negociaciones directas con el Perú para el arreglo de «las cuestiones de límites pendientes».
El resultado de este esfuerzo fue el Tratado García-Herrera de 1890. Ecuador renunciaba a una considerable porción territorial, pero conservaba el acceso directo al río Marañón entre el río Chinchipe y el río Pastaza. «Esta fórmula significaba que Ecuador estaba dispuesto a ceder, al Perú, Tumbes y Jaén, conservando para sí Quijos y parte del Mainas», dice el excanciller Luis Valencia. El Congreso aprobó de inmediato el tratado internacional. El del Perú lo aprobó el 20 de febrero de 1891, pero con modificaciones que privaban al Ecuador del acceso directo al río Marañón. Por este motivo el Congreso ecuatoriano de 1894 retiró la aprobación que había dado a ese tratado. 
«Se ha cumplido», dijo el presidente en el mensaje al Congreso de 1892, «el programa de Gobierno: hállase virtualmente restablecido el crédito... se han construido varias vías de comunicación, entre otras, la ‘ vía Flores’, se ha preparado el terreno para la inmigración, todo ecuatoriano está en su hogar o puede regresar tranquilamente a él sin excepción alguna... no he querido ser jefe de ningún partido sino de la Nación».
Terminado su mandato el 30 de junio de 1892 partió con sus hijas a Niza, en las primaveras pasaba a Versalles y en los veranos a Lausana, desengañado del país, no volvió más al Ecuador.
Gustaba de practicar ejercicios físicos y cuando desempeñó la Presidencia de la República acostumbraba trotar por el  parque La Alameda en las primeras horas de la mañana; sabroso conversador, ingenuo, chispeante y encantador. Era un perfecto caballero.

## Muerte

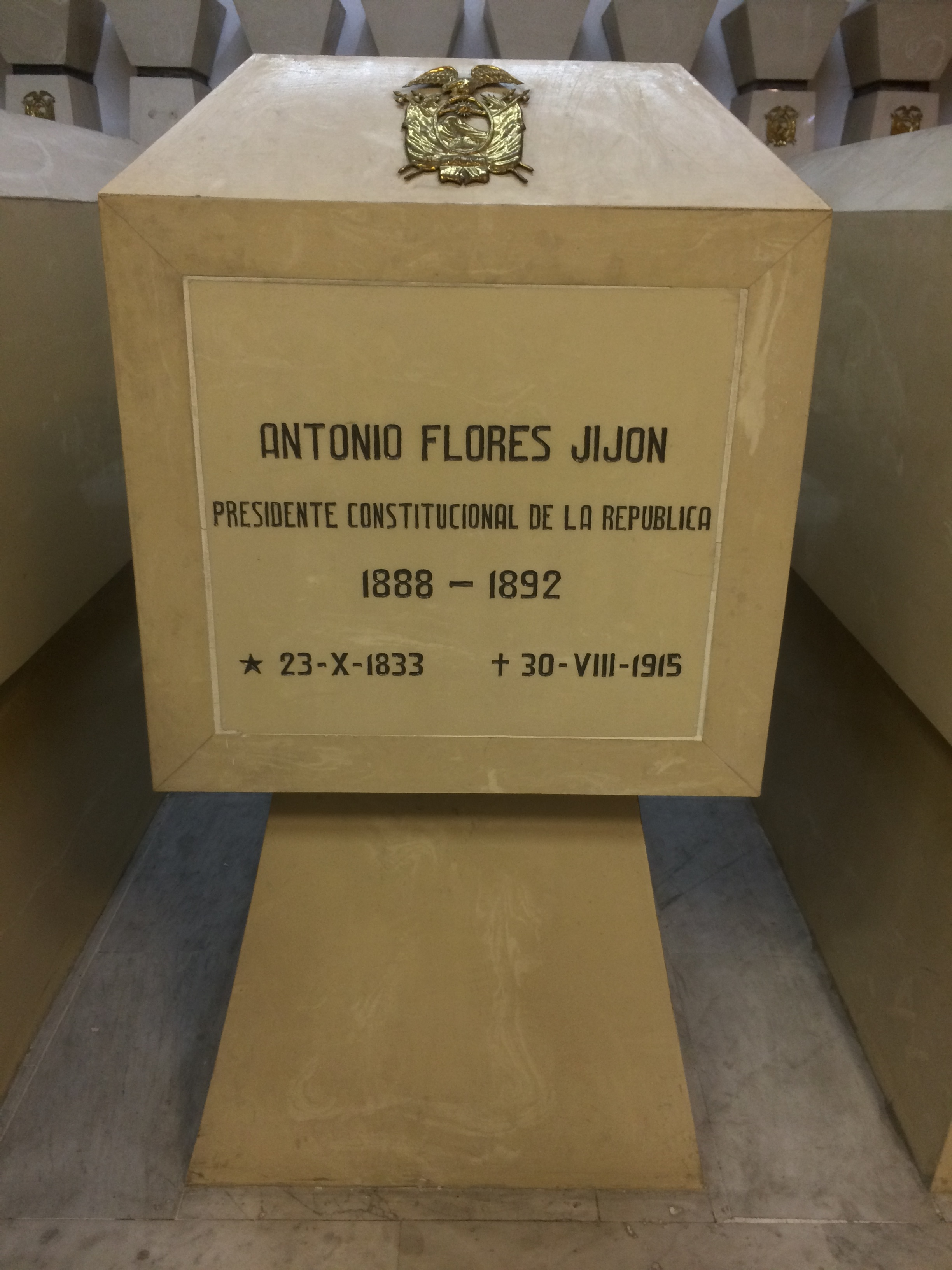
Tumba de Antonio Flores Jijón en el Panteón nacional de jefes de Estado del Ecuador

Falleció en el hotel «Beau Séjour» de Ginebra el 30 de agosto de 1915, a la avanzada edad de 82 años. Enterrado primero en el Cementerio del Père-Lachaise, sus restos fueron repatriados a Ecuador casi 87 años después, en mayo de 2002, y enterrados en el Panteón nacional de jefes de Estado, en la Basílica del Voto Nacional, en Quito.
Su archivo y el de su padre regresaron en 1973 a la Pontificia Universidad Católica del Ecuador. Su biografía fue escrita en 1974 por Carlos Manuel Larrea Rivadeneira, quien tuvo la oportunidad de conocerlo y tratarlo en Europa poco antes de su muerte.

## Labor literaria
- En 1854, publicó en Santiago de Chile su novela Cándida Rosa, en 15 páginas, y el opúsculo Los Mormones, refiriéndose a un proyecto de colonización de las islas Galápagos.
- En 1858, publicó en El Mercurio de Valpariso su novela El Talión, favorecida por la crítica a pesar de su defectuosa construcción, y una traducción del inglés de Las lecciones de Historia, de Jorge Weber, que salió con su nombre; se le conoce una segunda edición de 1863. Años después, Alfaro lo acusará de plagiario por este asunto.
- En 1859, publicó varias poesías en la Revista de Lima.
- En 1867, publicó La Ley de Bancos, folleto de 54 páginas.
- En 1870, en Santiago de Chile editó El Reino de Quito, según las relaciones de los virreyes del Nuevo Reino de Granada, en 50 páginas, con material histórico tomado del Archivo Nacional y la Biblioteca Nacional de Bogotá.
- En 1877, publicó en Los Andes, de Guayaquil, varias poesías tituladas «En la muerte de mi esposa», las que incluyó en el folleto A la memoria de la señora Leonor Ruiz de Flores en 15 páginas, edición privada. También, una descripción de la Erupción del Cotopaxi acaecida meses atrás.
- En 1881, editó La naturalización en los Estados Unidos, en 83 páginas.
- En 1883, publicó El Gran Mariscal de Ayacucho, en defensa de su padre y para deslindar responsabilidades en el crimen del general Antonio José de Sucre. También editó un folleto titulado Isidorito, un ángel en el cielo y el postrero en la tierra de un ilustre vástago, dedicado a la memoria de su sobrino, Isidoro Barriga y Flores, muerto a causa de tifoidea a los 14 años en Quito; los liberales exilados en Lima se le burlaron, y en Guayaquil Luis Felipe Carbo y Amador y José de Lapierre Cucalón lo apodaron «Isidorito». Entonces, sufrió de «postración y vértigos nerviosos» pero se sobrepuso y en la revista internacional Las Novedades publicó varias cartas que le envió Juan León Mera con noticias de Ecuador.
- En 1888 publicó en París Anexe au projet de loi.
- En 1889, editó en Guayaquil Cuestiones de Hacienda y en Quito el primer tomo de Diezmos y censos en política, rentas e historia, obras con las que reafirmó su fama de experto en asuntos económicos y hacendarios.
- En 1890, dio a la luz La conversión de la deuda anglo ecuatoriana, criticada desde Lima por Alfaro en su libro El nudo gordiano. También imprimió ese año en Quito el libro Crédito y Derecho Público, siendo uno de los poquísimos presidentes que ha escrito y publicado durante su mandato presidencial.
- En 1891, editó Para la historia del Ecuador, en 278 páginas, contestando a Marietta de Veintimilla.
- En 1892, publicó «Refutación documentada de los cargos hechos al Gobierno», en el folleto El contrato de Oksza ante el Consejo de Estado, aclarando varios conceptos emitidos por el Dr. Camilo Ponce Ortiz, jefe de la oposición conservadora.